# Planes, Trains and Eric
Planes, Trains and Eric (auch Planes, Trains and Eric: The Music, The Stories, The People - Mid and Far East Tour 2014) ist ein Musikdokumentarfilm über Eric Claptons Musiktournee im Frühling 2014. Am 31. Oktober 2014 erschien der Film in Deutschland.

## Handlung
Der Film beginnt mit einem Interview von Clapton. Darauf folgt der erste Konzerttitel Tell The Truth aus Singapur. Die Interviewsequenzen wechseln sich während des Filmes mit den Liedern ab. Die vier Wochen vorher aufgenommenen Reisegeschehen, Soundchecks und Konzerte aus Japan folgen. Im weiteren Verlaufe des Filmes beschreiben Clapton, Bandmitglieder, Freunde und Manager ihre Geschichte im fernen Osten. Von Udo Artists erhält Clapton eine Auszeichnung zu seinem 200. Auftritt in Japan und 83. im Nippon Budōkan und wird damit als internationaler Rekordhalter mit den meisten Auftritten in Japan geehrt. Weitere Mitschnitte aus Bahrain, den Vereinigten Arabischen Emiraten und deren Konzertentstehung werden gezeigt. Ob sich Clapton nun mit 70 Jahren aus dem Tourneegeschäft zurückzieht, bleibt jedoch unbekannt.

### Titelliste
1. Tell The Truth (Clapton, Bobby Whitlock)
2. Pretending (Jerry Lynn Williams)
3. Crossroads (Robert Johnson)
4. Driftin’ (Charles Brown, Johnny Moore, Eddie Williams)
5. I Shot the Sheriff (Bob Marley)
6. Little Queen of Spades (Johnson)
7. Layla (Clapton, Jim Gordon)
8. Wonderful Tonight (Clapton)
9. Key to the Highway (William Broonzy, Charles Segar)
10. Before You Accuse Me (McDaniel)
11. Tears in Heaven (Clapton, Will Jennings)
12. Cocaine (J.J. Cale)
13. Hoochie Coochie Man (Willie Dixon)
14. High Time We Went (Joe Cocker)
15. Nobody Knows You When You’re Down and Out (Jimmy Cox)
16. Alabama Woman Blues (Mayo Williams, Leroy Carr)

## Rezeption

### Kritikerstimmen
Der Versandhandel Jpc vergab 4.5 der 5 möglichen Bewertungseinheiten. Andreas Schiffmann der Website Musikreviews.de bezeichnete das Werk als eine „Dreiviertel-Konzert-DVD und zu einem Viertel eine Doku voller O-Töne zum Thema Eric Clapton in seinen goldenen Jahren, nicht mehr und nicht weniger.“ Musikredakteur Michael Donhauser von der Sächsischen Zeitung bezeichnet den Konzertfilm als „maßgeblich prägend“ und lobte das Arrangement der Musik-DVD. Kritiker Andreas Platthaus von der Frankfurter Allgemeinen Zeitung findet, dass Planes, Trains and Eric „einen lustvollen Eric Clapton“ zeige. Insgesamt äußerte sich Platthaus sehr positiv über die Veröffentlichung.

### Chartplatzierungen
Die DVD erreichte Platz 65 der deutschen Albumcharts und verblieb eine Woche in diesen. Der Konzertfilm belegte Rang 4 der Schweizer Hitparade und verblieb 3 Wochen in dieser. In den australischen DVD-Charts der Australian Recording Industry Association belegte die Veröffentlichung Position 4. In den Niederlanden belegte der Konzertfilm Platz 7 der DVD-Chart und positionierte sich zum Jahresende 2014 auf Rang 43 der Charts. In Frankreich erreichte der Konzertfilm Platz 23 der DVD-Chart.